# Mariano Egaña
Mariano Egaña Fabres (1793–1846), est un juriste, philosophe, et homme politique chilien, qui fut ambassadeur du Chili à Londres, président de société minière et rédacteur de la constitution de 1833.

## Biographie
Né à Santiago le 1er mars 1793, Mariano Egaña est le fils de Juan Egaña Risco (es), un parlementaire célèbre qui va rédiger la constitution de 1825, et de Victoria Fabres González. Il épousera en 1830 María del Rosario Zuazagoitía Astaburuaga, qui lui donne une fille, Margarita, puis se remarie avec sa belle-sœur Carmen Zuazagoitía Astaburuaga.
Après des études de philosophie puis de droit, il participe à la rédaction des premiers textes constitutionnels provisoires en 1812, après la chute du gouverneur Francisco García Carrasco, puis aux premières "Juntes Nationales de Gouvernement". La Bataille de Rancagua, du 2 octobre 1814, lance cependant le début de la Reconquête espagnole. Son père et lui sont alors déportés sur l'Archipel Juan Fernández, dont ils ne reviennent qu'en 1817, lors de l'épisode de la "Patrie nouvelle", quand les indépendantistes mettent en déroute les troupes loyalistes à la bataille de Chacabuco.
Avec son père, il conseille le général Ramón Freire, "directeur Suprême du Chili", qui décide d’en finir avec le dernier foyer de résistance coloniale à Chiloé et fait entrer dans la loi la Constitution Moraliste de 1823, visant à combattre le désordre politique, mais dont la complexité entraîne un important rejet de la part de la population. Conjuguée à la crise économique, elle contribue à provoquer la chute du gouvernement du général Ramón Freire.
En 1824, il devient ambassadeur à Londres et négocie un prêt important pour le développement économique de son pays. Dans une lettre à son père de novembre 1824, il remarque que le Chili a besoin d'institutions fortes pour rassurer les créanciers et investisseurs étrangers et souligne que ce sont en tout cas deux conditions nécessaires pour que les Anglais reconnaissent le pays et accepte de débloquer le prêt. Dans une lettre précédente, en mai 1824, il demande au ministre des affaires étrangères chilien de mettre fin à la liberté de la presse, car les investisseurs londoniens s'inquiètent du contenu des journaux de Santiago qui leur sont parvenus.
Au moment de la vague de grands investissements anglais en Amérique latine, il préside la "Compagnie du Chili", au capital d'un million de livres, cotée à la Bourse de Londres, tout comme la "Compagnie anglo-chilienne", fondée au même moment, et qui subit aussi la Crise boursière de 1825. Une "Compagnie du Pérou" est également fondée pour exploiter le Cerro de Pasco, avec également un capital de 1,5 million de livres
Il est ensuite le rédacteur de la constitution de 1833, qui promeut un gouvernement fort, centralisateur, respecté et respectable, impersonnel, supérieur aux partis et aux prestiges personnel, afin d’en finir avec la période d’anarchie. Le Président de la République, doté d’importants pouvoirs, est élu au suffrage censitaire pour cinq ans et rééligible une fois.